# Észtország címere

Észtország címere

Észtország címere egy aranyszínű pajzs, rajta három kék oroszlánnal( vagy ahogy a heraldika nevezi, leopárddal). A pajzsot aranyszínű tölgyfakoszorú fogja körbe.
A címer két másik, ma is használt címerre hasonlít: Az egyik Dánia címere, aminek az oka, hogy az ország a 14. század elejéig dán uralom alatt állt. A másik Tallinn címere, amelyben szintén megtalálható a pajzs és az oroszlánok. Ez a hasonlóság is a dán uralomra vezethető vissza, mivel Tallinnt az akkori dán király, II. Valdemár alapította.

A főváros, Tallinn címere

## Története
A címert 1925. június 19-én fogadta el az észt parlament, a Riigikogu. Korábban több, alternatív megoldást is kidolgoztak és használtak, ami közös volt bennük, az a pajzs a három oroszlánnal.
Amikor Észtországot 1940-ben beolvasztották a Szovjetunióba, a címer a zászlóval együtt tiltott jelképpé vált. Az ország a Szovjetunió egyik tagállama lett, és új címert kapott. Ez a címer nem csak antiheraldikus volt, hanem Észtországot sem szimbolizálta, és  tele volt pakolva sablon szovjet jelképekkel.
A rendszerváltáshoz és függetlenséghez vezető "balti út" vagy ahogy sokan nevezik, a "Daloló Forradalom" során a zászló mellett a jelenlegi címer is visszakerült a használatba, mit a függetlenség jelképe. Hivatalosan 1993. április 6-án fogadta el a parlament az ország címerének.

Az antiheraldikus, szovjet mintájú címere az Észt SZSZK-nak.

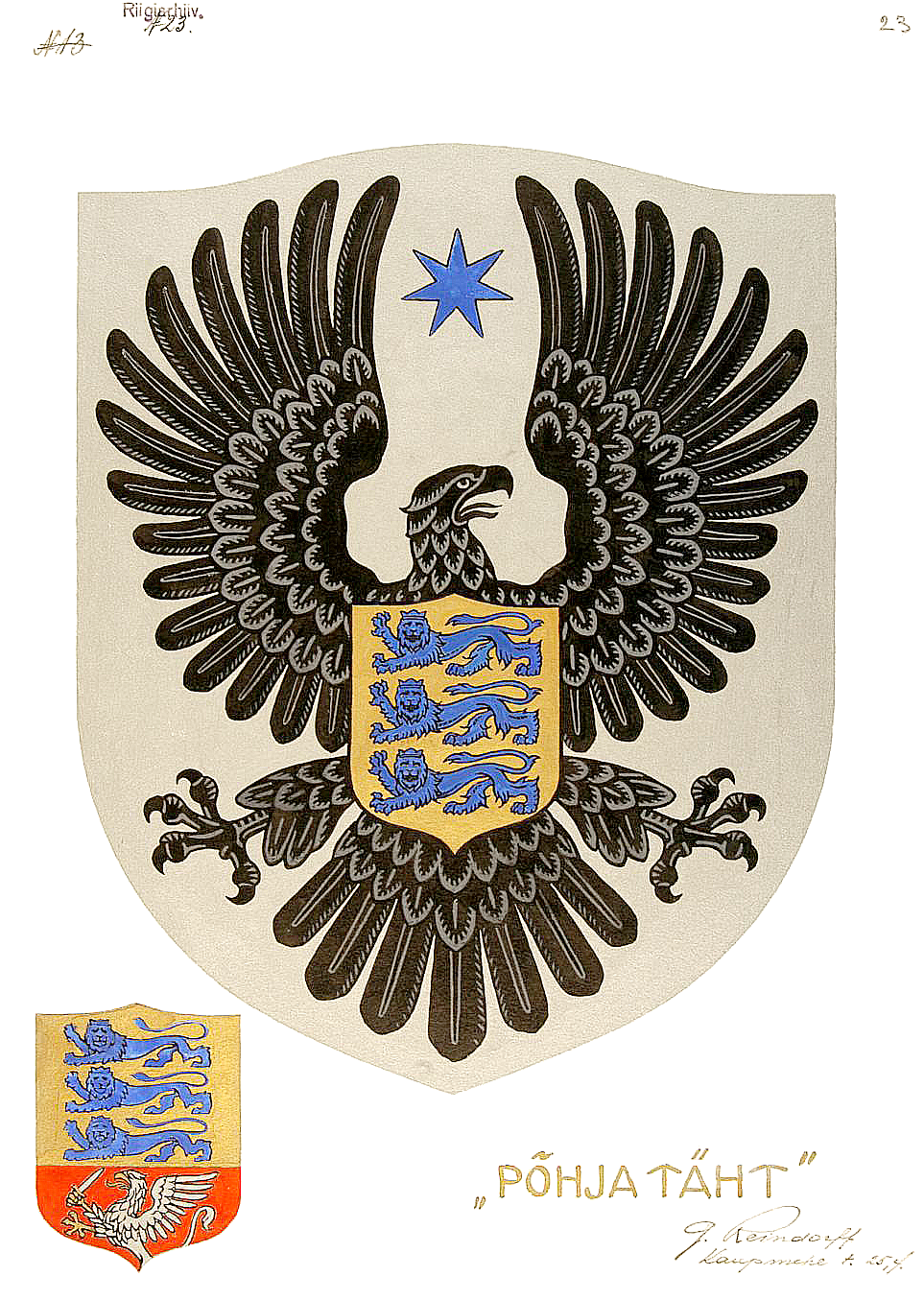
A Günther Reindorff által tervezett alternatív címerek.